# Mid Devon
Mid Devon ist ein District in der Grafschaft Devon in England. Verwaltungssitz ist die Stadt Tiverton; ein weiterer bedeutender Ort ist Crediton.
Der Bezirk wurde am 1. April 1974 gebildet und entstand aus der Fusion des Borough Tiverton, des Urban District Crediton sowie der Rural Districts Tiverton und Crediton. Der District hieß zunächst Tiverton, wurde dann aber 1978 in Mid Devon umbenannt.
Das Gebiet von Mid Devon umfasst 62 Gemeinden (Parish), von denen einige den Status einer Town haben. 47 davon haben einen eigenen, Clayhanger, Hockworthy und Huntsham einen gemeinsamen Gemeinderat (Parish Council). Zwölf Parishes haben kein solches Gremium, stattdessen finden Einwohnerversammlungen (Parish Meeting) statt.